# Billy Burns (baseball)
Pour les articles homonymes, voir Burns et Billy Burns.
William John Burns (né le 30 août 1989 à Marietta, Géorgie, États-Unis) est un voltigeur des Athletics d'Oakland de la Ligue majeure de baseball.

## Carrière
Billy Burns est repêché par les Braves d'Atlanta au 16e tour de sélection en 2008, mais il ne signe pas de contrat avec eux, quitte son école secondaire et rejoint les Bears de l'université Mercer. Il est mis sous contrat par les Nationals de Washington, qui en font leur choix de 32e tour en 2011. Il est nommé meilleur joueur de ligues mineures appartenant aux Nationals en 2013 mais est néanmoins échangé par Washington aux Athletics d'Oakland contre le lanceur de relève gaucher Jerry Blevins le 11 décembre 2013., moins de deux mois après avoir reçu l'honneur. À l'été 2013, Burns gradue au niveau Double-A des ligues mineures et complète une saison où il réussit 74 vols de buts en seulement 81 tentatives et affiche une moyenne de présence sur les buts de ,425 et une moyenne au bâton de ,315.
Assigné au club-école de niveau Double-A des Athletics au printemps 2014, Burns fait directement le saut aux Ligues majeures durant l'été. Il débute dans le baseball majeur avec Oakland le 28 juillet 2014 contre les Astros de Houston.
Après 13 matchs joués avec Oakland en 2014, il connaît une excellente première saison dans les majeures en 2015 avec 5 circuits, 42 points produits, 26 buts volés en 34 tentatives et une moyenne au bâton de ,294 en 125 parties jouées. Il remplace Coco Crisp, blessé presque toute l'année, au champ centre pour les Athletics et frappe premier de l'alignement offensif. Butler termine 5e du vote désignant la meilleure recrue de l'année dans la Ligue américaine. 